# Coriaria japonica
Coriaria japonica är en tvåhjärtbladig växtart. Coriaria japonica ingår i släktet Coriaria, och familjen Coriariaceae.

## Underarter
Arten delas in i följande underarter:
- C. j. intermedia
- C. j. japonica